# Neuschlesien

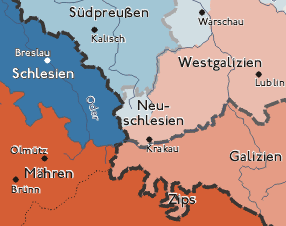
Lage von Neuschlesien

Neuschlesien war ein kleines preußisches Gebiet, das seit 1795 bei der Dritten Polnischen Teilung an Preußen gefallen war und aus den beiden Kreisen Pilica und Siewierz bestand. Es lag nordwestlich von Krakau und südlich von Tschenstochau. 
Es hatte eine Fläche von 2230 km² und zählte im Jahr 1796 76.634 Einwohner in 17 Städten, 264 Dörfern und 36 Weilern. Der Kreis Siewierz umfasste neun Städte (Będzin, Koziegłowy, Modrzejów bis 1801, Mrzygłód, Niwki bis 1801, Olsztyn, Siewierz, Sławków und Czeladź) sowie 102 Dörfer und 22 Weiler. Im Kreis Lelów bzw. Kreis Pilica befanden sich acht Städte (Janów, Kromołów, Lelów, Ogrodzieniec, Pilica, Szczekociny – der Teil am linken Ufer mit dem Marktplatz, Włodowice und Żarki; Nakło wurde nicht aufgelistet), 162 Dörfer und 14 Weiler.
Das Ländchen umfasste am westlichen Rand das im Besitz der Bischöfe von Krakau befindliche Herzogtum Siewierz oder Sewerien, mit der gleichnamigen Hauptstadt, sowie Koziegłowy und Czeladź.
Die Provinz wurde von Breslau aus verwaltet, lediglich die Justizverwaltung wurde von Petrikau und dann von Kalisch aus besorgt, da die polnischen Gesetze im Lande weiter Geltung hatten und deren Kenntnis in der benachbarten südpreußischen Regierung verbreiteter war. Hauptort war Siewierz, das vorher schon Sitz der Bischöfe von Krakau in ihrer Funktion als Herzöge von Siewierz gewesen war. Die 48 römisch-katholischen Pfarreien wurden am 9. Oktober 1800 an das Bistum Breslau angeschlossen (bis 1811). Nach der Niederlage Preußens in der Vierten Koalition 1807 kam das Gebiet nach dem Frieden von Tilsit zum Herzogtum Warschau und 1815 zum russischen Titularkönigreich Polen.
Neuschlesien wurde oft als der Anfang der historisch-industriellen Landschaft Zagłębie Dąbrowskie betrachtet, weil zu dieser Zeit die industrielle Entwicklung in diesem Gebiet begann. Der Geologe Leopold von Buch zeichnete die erste geologische Karte des Gebiets im Jahr 1805. Die Steinkohle, die die Bürger von Będzin zum Heizen nutzten, sollte nun industriell genutzt werden. Aus dieser Zeit stammt der Name der ersten Zeche im Gebiet aus 1796 sowie des Stadtteils Reden in Dąbrowa Górnicza, denn diese sind nach dem Oberberghauptmann Friedrich Wilhelm von Reden benannt. Die Grube Hoym aus 1797, nicht weit von Reden, war die zweitälteste im Gebiet.